# Jean-Francis Pécresse
Jean-Francis Pécresse, né le 17 avril 1966 à Paris 15e, est un journaliste français, directeur de rédaction et de station de radio.

## Biographie

### Jeunesse et études
Jean-Francis André Pécresse naît le 17 avril 1966 dans le 15e arrondissement de Paris, du mariage de Francis Pécresse et de Marie-Edith Puget (fille du général André Puget). Son frère est Jérôme Pécresse, époux de Valérie Pécresse. Il a une sœur, Florence Pécresse, épouse de Gaspard de Tournemire.
Après des études secondaires au lycée Hoche de Versailles, il poursuit ses études supérieures à l'université Paris-Sorbonne, dont il est titulaire d'une licence d'histoire. Il est diplômé de l'Institut d'études politiques de Paris.
De son mariage avec Anne Marie Gaudin, journaliste, sont nés Martin et Gaëlle. Veuf le 1er septembre 2002,, il se marie en secondes noces avec Brigitte Boucher, journaliste. De ce second mariage sont nés Valentine et Camille.

### Parcours professionnel
De 1988 à 1992, il est journaliste au Quotidien de Paris et au Quotidien du médecin, puis entre au cabinet de Jack Lang, ministre de la Culture. En 1993, il est nommé conseiller à la présidence de la Caisse nationale de l'assurance maladie (Cnam). En février 1995, il entre au groupe Les Échos où il est journaliste, chef du service Économie puis éditorialiste à partir de 2008. Il est, en parallèle, chroniqueur vins (depuis 2000) puis responsable des publications consacrées au vin.
En octobre 2012, il est nommé directeur de l’information de la station de radio Radio Classique, puis le 1er mars 2018, directeur général de la station de radio, en remplacement d’Etienne Mougeotte, mais aussi directeur de l'antenne et de l'information jusqu’en juillet 2022. Jean-Francis Pécresse conserve par ailleurs son poste d'éditorialiste au quotidien Les Échos. À la suite de son départ de Radio classique, il est invité au Comex des Échos et prend, en février 2023, la direction de la rédaction du magazine Les Échos Week-End.
En sa qualité d’éditorialiste, il défend des positions en faveur d’un libéralisme économique  régulé par l’Etat. Le 31 août 2016, au lendemain de la démission d’Emmanuel Macron du gouvernement de Manuel Valls, il signe un éditorial intitulé  « Génération Macron ». Il s'est également engagé contre l'union de la gauche lors des élections législatives de 2022 et contre le Rassemblement national lors des législatives de juillet 2024. 

## Publications
Amateur de vins, copropriétaire de Château Canon Pécresse (Canon-fronsac), Jean-Francis Pécresse a publié un ouvrage sur ce sujet,,.
- Des jours de vins et de roses, éditions Confluences 2005  (ISBN 978-2-91424-066-6)

## Distinctions
Jean-Francis Pécresse est chevalier dans l'ordre des Arts et des Lettres et dans l'ordre du Mérite agricole.

## Pour approfondir